# Introït
L'introït (/ɛ̃.tʁo.it/) (prononcé avec t final) est une antienne, dite ou chantée en chant grégorien (donc en latin) et par laquelle débute la messe. Sa fonction la réserve à la procession d'entrée. Première des pièces qui composent le propre de la messe, ses différentes formes (en général tirées d’un psaume et très ornées) se trouvent normalement dans le graduel romain. Il s'agit donc d'un chant caractéristique et important dans le rite romain, créé vers le Ve siècle auprès de l'Église en Occident, à Rome.
Il existe de nombreuses œuvres en polyphonie, sur ce texte, qui reprennent parfois son motif mélodique d'origine.

## Terme

### Historique
Si des documents indiquent l'existence d'un chant liturgique d'entrée, au Ve siècle dans l'Église en Occident, à la suite de la création de la schola cantorum, il n'existe pas encore sous ce nom. En effet à cette époque-là, ce chant se compose principalement d'un psaume entier. Son appellation reste le psaume. 
Le terme introït est établi plus tardivement. De plus, durant plusieurs siècles à Rome, on parle habituellement de la formule 'antiphona ad introïtum' (Antienne d'Introït), et non d'un seul mot (sacramentaire de Grégoire Ier (VIIe siècle), Ordo Romanus primus (vers VIIIe siècle)).
Les Eclogæ de officio Missæ, parfois attribuées à Amalaire de Metz († 850), emploient le terme Introitus : [texte en ligne (II. Introitus vero ad chorum ...)].
Comme terme français, le premier emploi apparaît à la fin du XIIIe siècle (ou début du XIVe siècle). Il s'agit de l'emploi 'Li introïte de la messe', trouvé dans le folio 10v du manuscrit 535, auprès de la Bibliothèque municipale de Metz. Il semble que l'usage du terme introït soit d'abord lié au chant grégorien.

### Premier mot d'introït
Par ailleurs, littérairement, le premier mot de quelques introïts exprime et introduit directement le sujet de la célébration :
- Requiem  : messe des défunts ;
- Puer  : Noël ;
- Quasi modo  : Quasimodo (fête) ;
- Lætare  : quatrième dimanche de Carême ;
- Gaudete  : troisième dimanche de l'Avent.

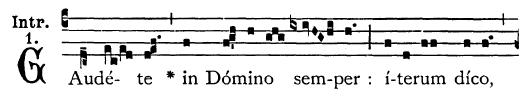
Gaudete (impératif, 2e personne du pluriel = Réjouissez-vous !)

### D'autres mots signifiant le chant d'entrée
Dans le rite gallican, ce chant s'appelle Antiphona ad prælegendum tandis que le rite ambrosien utilise Ingressa. L'usage du terme Oficium se trouve non seulement dans le rite mozarabe mais aussi auprès de plusieurs ordres, tels les Cartusiens, Dominicains, Carmes.
Comme le rite byzantin n'a ni procession d'entrée ni ce chant liturgique, il n'y a pas d'équivalent en grec.

## Histoire

### Origine
À partir du IVe siècle, surtout aux Ve et VIe siècles, avec la création de la schola cantorum, le répertoire du chant a considérablement évolué. À la base de la psalmodie, un genre de chant fonctionnel, chanté par cette schola, apparaît en faveur de la procession solennelle d'entrée du célébrant et de ses ministres, afin de préciser le ton du jour ou de la fête.  
La tradition attribue parfois le commencement de l'introït dans la messe au pape Célestin Ier († 432). Cela est possible, car, avant son élection, il passa un certain temps auprès de saint Ambroise de Milan, qui avait importé la schola de l'église d'Orient. Ainsi Célestin Ier a-t-il pu importer à Rome, non seulement la schola mais aussi l'introït. Encore faut-il retrouver un document sûr, pour que cette hypothèse soit confirmée. Ce qui est certain jusqu'ici, c'est, d'après le Liber Pontificalis qui a été écrit tardivement, que ce souverain pontife a ordonné que le psaume de David soit chanté par tous (à savoir, toute l'Assemblée) avant le sacrifice et en manière d'antienne (en alternance) : « ut psalmi David CL ante sacrificium psalli antephanatim ex omnibus » [texte en ligne]. Faute de manuscrits de notation, les renseignements sont trop faibles pour que l'on puisse conclure qu'il s'agit exactement de l'introït.     
C'est la raison pour laquelle certains spécialistes tel F. Probst en attribuaient l'introduction au pape Gélase Ier († 496), plus tard. 
D'ailleurs, l'ancienneté de l'introït dans le rite se trouve certainement dans quelques textes. Ce sont des textes en vieux-latin, avant d'être remplacés par la vulgate. Ainsi, celui de l'introït Puer natus est (au-dessous) ne correspond pas à celui de la vulgate (Is IX, 6 : Puer natus est nobis ≠ Parvulus enim natus est nobis). Étant donné que, pour le chant grégorien profondément lié au texte, le remplacement de mots provoque automatiquement une modification de mélodie, ces introïts restent en usage jusqu'ici sans aucune modification .

### Réforme de saint Grégoire
Il est assez probable qu'un certain nombre d'introïts furent ajoutés dans le répertoire du rite romain, sous le pontificat de saint Grégoire Ier et lors de sa réforme liturgique. Théoriquement, l'introït Ad te levavi remonte donc au VIe siècle. Cependant, il est vraiment difficile à reconnaître le répertoire avec certitude selon les manuscrits utilisés, car il ne reste aucun livre de chant du Vatican avant le XIIe siècle, sauf cinq manuscrits du chant vieux-romain, tardivement copiés. Les anciens livres auraient été détruits, lorsque le Saint-Siège adopta le chant grégorien au début du XIIIe siècle. Donc, il faut consulter les sacramentaires, qui manquent de textes de chœur.
Dans le sacramentaire du pape Grégoire, ce chant d'entrée s'appelait Antiphona ad introitum. À savoir, l'antienne était certainement suivie d'un psaume, un psaume tout entier. Aussitôt le psaume terminé, l'antienne était de nouveau chantée. Lors de la procession, la psalmodie était d'où principale, car le sacramentaire gélasien, plus ancien, indiquait non psallitur, si l'on ne chantait pas l'introït, par exemple le Jeudi saint omettant la procession,.
L' Ordo Romanus primus, le premier Ordo achevé vers VIIIe siècle ou probablement plus tôt est un témoignage important. Ce document papal précisait la manière de la célébration de la messe au sein du Vatican, en détail, selon laquelle le chœur (composé de la schola masculine et des enfants de chœur) commençait immédiatement le chant d'entrée, une fois la préparation achevée : « Et mox incipit prior scholæ antiphonam ad introitum ; » [texte en ligne (latin et anglais)]. Mais, il est vraiment remarquable qu'avant le chant, l'exécutant fût précisé de la manière de la liturgie, avec le dialogue entre le pape et la schola  :
Pape : Schola.
Schola : Adsum (Je suis présente).
Pape : Quis psallet ? (Qui est ce qui va chanter le psaume ?)
Schola : Ille, et ille (Celui qui concerne, et celui qui concerne).

### Chant vieux-romain et chant grégorien

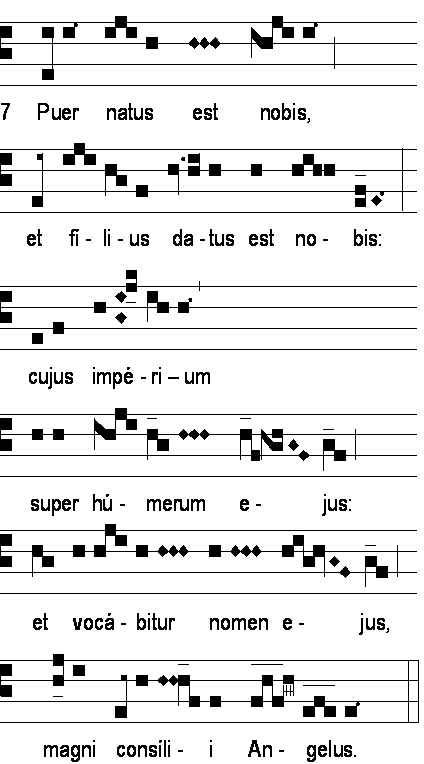
Puer natus est en grégorien.

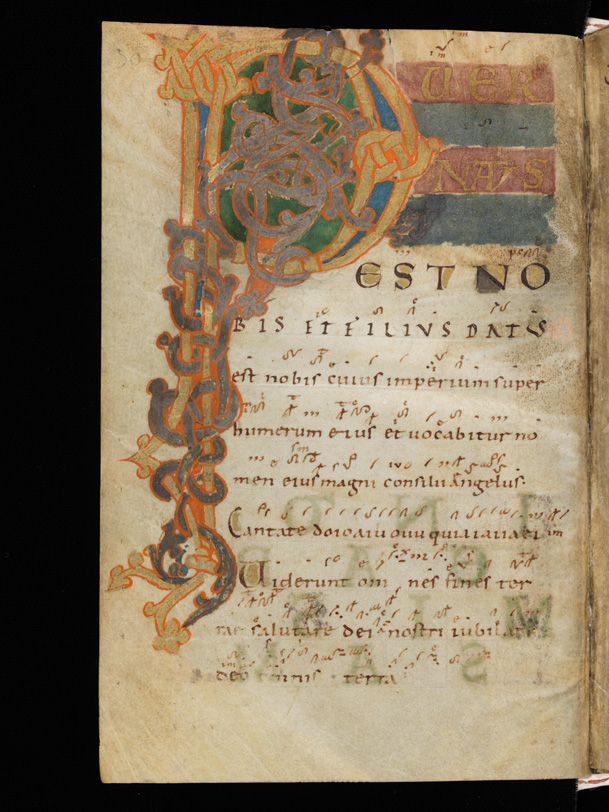
Puer natus est dans le manuscrit Einsiedeln 121 dont le copiste écrivait un pes carré pour le terme Puer.

Les manuscrits anciens assurent indiscutablement l'authenticité de l'introït, issue du rite romain, et non de la liturgie locale. Parmi eux, le dit Graduel de Sainte-Cécile du Trastevere demeure le plus important. Certes, celui-ci ne fut copié qu'en 1071, en profitant de l'invention de la notation en quatre ligne de Guy d'Arezzo (vers 1030). Mais, il s'agit de l'un de cinq précieux manuscrits du chant vieux-romain, chant papal et officiel du Saint-Siège depuis, vraisemblablement, le IVe ou Ve siècle. Tout comme le graduel en grégorien, ce livre de chant se commence avec l'introït Ad te levavi en faveur de la célébration du premier dimanche de l'Avent : 
- Graduel de Sainte-Cécile du Transtevere (1071), folio 1r : [manuscrit en ligne]

La notation manque de premiers mots de texte Ad te levavi. Cela signifie exactement que ces trois termes étaient récités ou chantés par le célébrant auprès du Vatican, comme les Gloria et Credo en grégorien.
Les introïts du chant grégorien aussi furent composés avant l'invention des neumes. Il est évident que la priorité de composition était donnée non seulement aux pièces de l'ordinaire de la messe mais également aux proses tel l'introït. Certains introïts grégoriens se trouvent en effet dans l'Antiphonaire du Mont-Blandin, actuellement conservé à la Bibliothèque royale de Belgique. Ce manuscrit, sans notation, fut copié vers 800. Ainsi, le folio 11a contient l'introït Puer natus est nobis tandis que celui de Gaudete in Domino se trouve dans le folio 4. Ces deux introïts se trouvent également dans cinq manuscrits parmi six dans l'Antiphonale missarum sextuplex, publié en 1935 par Dom René-Jean Hesbert. Il s'agit de manuscrits les plus anciens manquant de notation. Leurs mélodies peuvent être rétablies grâce au, par exemple, manuscrit Laon 239, graduel avec neumes le plus ancien et copié au IXe siècle.
Il faut remarquer que leur composition fut effectuée sous influence de la Renaissance carolingienne, un grand mouvement culturel soutenu par Charlemagne. En conséquence, la qualité des introïts grégoriens demeure exceptionnelle. Les œuvres furent soigneusement composées non seulement dans le contexte musical mais aussi théologiquement. Il suffit de mentionner les premières notes de Puer natus est. Il faut beaucoup d'articulations raffinées pour ce morceau, selon cette notation. 
Le terme puer, signifiant enfant, présente déjà le sujet de cet introït. À ce terme si important, le compositeur attribuait deux notes, sol et ré. Elles ne sont autres que les deux tons principaux du septième mode, plus précisément la note finale et la teneur. En bref, la couleur de cette pièce est présentée et fixée avec ce premier élan. De plus, le compositeur carolingien demandait aux membres de chœur de chanter soigneusement ces deux notes : le copiste écrivait un pes carré (pes quadratus ) qui indique deux notes importantes et longues. Donc, il ne faut pas chanter légèrement cet élan ; au contraire, il faut beaucoup de soin.
Il est admirable que le copiste du manuscrit Einsiedeln 121 ajoutât encore deux lettres significatives à toutes ces deux notes (notation à droite), l et m, qui signifient levate (élévation) et mediocriter (médiocrement) [manuscrit en ligne]. L'expression y était effectivement précisée.

### Révision de la structure
Au milieu du Moyen Âge, une modification importante de composition fut tenue. La création de l'introït grégorien coïncidait avec ce remaniement de texte tandis que le manuscrit du chant-vieux romain aussi suivait ce remaniement, probablement plus adapté à la liturgie.
Le psaume, entièrement chanté auparavant, était désormais tranché en plusieurs versets, et même réduit jusqu'à un seul. En conséquence, la totalité de texte fut perdue. L'exécution est d'ailleurs effectuée, jusqu'à nos jours, en alternance, entre l'antienne et les versets.
Mais il faut remarquer qu'à la suite de cette modification de texte, devenu plus court, l'introït grégorien devint plus artistique. Toujours réservé au chœur, le verset psalmodique grégorien était légèrement orné, comme son antienne. Surtout, les courbes mélodiques n'étaient plus modelées simplement sur un ou deux accents quelconques, lorsqu'elles se développaient aux finales des versets. Celles-ci profitaient en effet du cursus planus formé de deux paroxytons, dont le second est un trisyllabe. Ce cursus présente la disposition la plus simple et harmonieuse que l'on puisse trouver dans les clausules latines.

### À la Renaissance
Alors que les compositeurs carolingiens, si brillants, étaient capables de transformer totalement le rite romain en musique, à savoir en grégorien, leurs successeurs ne voulaient pas moderniser ce vaste répertoire d'introït. Ils se contentaient de composer un grand nombre de pièces de l'ordinaire de la messe en polyphonie comme le Kyrie.
Par conséquent, l'exécution de l'introït demeurait en grégorien, ou en plain-chant. Afin d'améliorer la solennité de chant, on inventa nonobstant le faux-bourdon. Cette manière était adoptée par le dit cérémonial de Clément VIII publié en 1600.

### À partir duXXesiècle
Aussitôt élu, le pape Pie X fit révéler en 1903 le motu proprio Inter pastoralis officii sollicitudes officialisant le chant grégorien. Si ce document admettait la polyphonie ainsi que de nouvelles compositions, la publication de l'Édition Vaticane contribua considérablement à faire chanter l'introït grégorien. En effet, saint Pie X, spécialiste de la musique liturgie, souhait une centralisation de liturgie, en bénéficiant de la tradition authentique, afin de lutter contre la décadence depuis le XIXe siècle, telle la musique de l'opéra dans les églises. 
Durant 60 ans environ, l'usage de l'introït grégorien fut obligatoire dans l'Église. Pendant cela, quasiment toutes les églises romaines commençaient le calendrier liturgique avec l'introït Ad te levavi, en rendant hommage à saint Grégoire Ier, tout comme au Moyen Âge.
Le concile Vatican II bouleversa la situation. La langue vulgaire fut rapidement adoptée, et le chant grégorien, y compris l'introït, sans être interdit, tomba en désuétude, malgré les textes du concile (Sacrosanctum Concilium 116) et l'esprit de la réforme liturgique des deux derniers siècles.
Aujourd'hui, il est  plus difficile à chanter l'introït en grégorien. D'une part, à l'époque de saint Pie X, le latin était encore en usage aux universités, mais ce n'est plus le cas. D'autre part, alors que les pièces de l'ordinaire de la messe ont toujours mêmes textes, tels le Kyrie, le Gloria, l'introït est différent à chaque messe ce qui oblige la schola à connaître un répertoire de 150 pièces.     
En dépit de cette circonstance défavorable, l'exécution de l'introït grégorien est encore maintenue dans de nombreux monastères et dans certaines paroisses, étant donné qu'il s'agit du trésor du premier sommet de la musique occidentale[réf. nécessaire].

## Fonction liturgique
Après le concile Vatican II, les fonction et manière du chant d'entrée, introït, sont précisées en détail, avec la Présentation Générale du Missel Romain (articles 46 - 49).
L'introït possède plusieurs fonctions. L'article 47 de la Présentation exprime ses quatre objectifs : ouvrir la célébration ; favoriser l'union des fidèles rassemblés ; introduire leur esprit dans le mystère de temps liturgique ou de la fête ; accompagner la procession du prêtre et des ministres. 
Traditionnellement, il s'agit des introïts grégoriens, constitués de l'antienne et des psaumes. L'article suivant précise que, dans ce cas, le répertoire est disponible dans le Graduale romanum ou le Graduale simplex. Celui-ci autorise encore « un autre chant accordé à l'action sacrée, au caractère du jour ou du temps, et dont le texte soit approuvé par la Conférence des évêques. ».
Ce dernier favorise donc l'exécution « entièrement par le peuple », surtout en langue vulgaire, tandis que l'article 48 dit que l'introït est chanté par le chœur seul, de manière traditionnelle. Une autre façon est possible, c'est le chant en alternance : alternance entre le chœur et les fidèles ou celle-ci entre chantre et le peuple.
De nos jours, l'introït peut être remplacé d'une récitation, par toute l'Assemblée, soit certains fidèles, soit un lecteur, soit le prêtre (article 48). De surcroît, la solennité de l'introït chanté ne reste plus dans certains cas. Cet article autorise une forme de monition d'ouverture. Par ailleurs, l'introït est tenu singulièrement au début de la messe. Si certaines célébrations sont jointes à la messe, par exemple baptême, on omet les rites d'ouverture (article 46).

## Répertoire grégorien
Le répertoire grégorien compte normalement 150 introïts environ. Tous les huit modes s'y trouvent. Le musicologue Michel Huglo établit 147 introïts dans le fond primitif présumé : 48 pièces en mode I et II ; 46 en III et IV ; 22 en V et VI ; 31 en VII et VIII. Le Graduale romanum (1974 ainsi que Graduale triplex (1979)) conservait encore 164 introïts. Michel Huglo considérait que cette variété modale signifie une élaboration tardive du répertoire. 
L'exécution de l'introït grégorien était et est confiée à la schola. En effet, lorsqu'elle le chante dans la messe solennelle, le célébrant dit ensemble avec le diacre et le sous-diacre les « prières au pied de l'autel » (In nomine Patris, et Filii, et Spiritus Sancti. Amen ; puis, Introibo ad altare Dei (J'irai à l'autel de Dieu) ... et le reste), il accède à l'autel, le baise, et d'une voix compréhensible dit le même introït

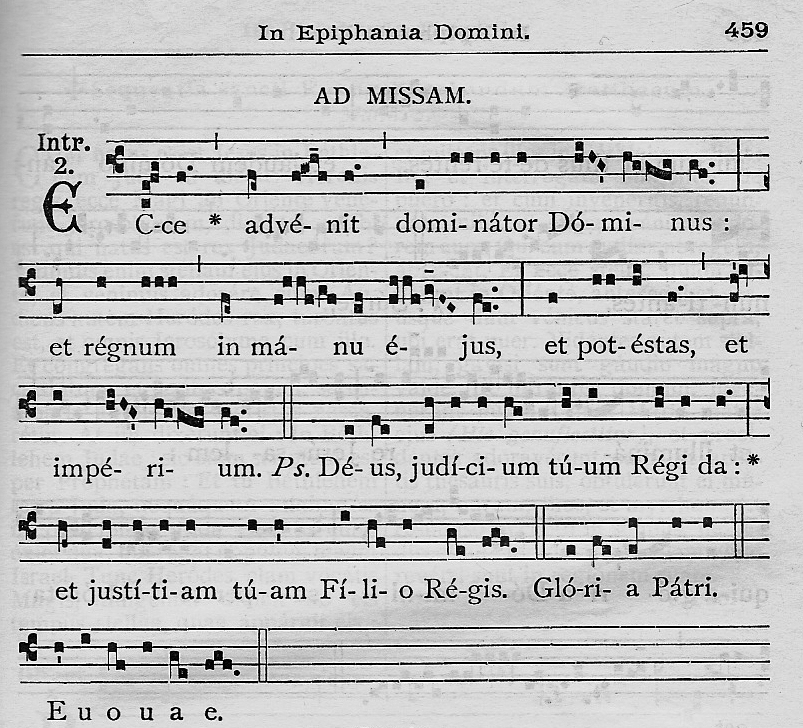
Introït de l'Épiphanie, Ecce advenit en mode II, avec 3 versets de psaume LXXII.

L'introït se compose d'une antienne, en refrain, ainsi qu'actuellement, d'un verset de psaume. Mais auparavant, il s'agissait de plusieurs versets, ou même un psaume entier,. Cette composition adapte, de manière flexible en cas de nécessité, à la durée requise pour la procession. Par exemple, pour l'Épiphanie : 
1. antienne (livre de Malachie III, 1)[19] : Ecce advenit dominator Dominus et regnum in manu eius et potestas et imperium.
2. verset (psaume LXXII (LXXI), 1) : Deus, iudicium tuum regi da et iustitiam tuam filio regis.
3. antienne : Ecce advenit ...
4. verset (psaume LXXII, 10) : Reges Tharsis et insulæ munera offerent (offerunt) reges Arabum et Saba dona adducent.
5. antienne : Ecce advenit ...
6. verset (psaume LXXII, 11) : Et adorabunt eum omnes reges terræ, omnes gentes servient ei.
7. antienne : Ecce advenit ... .

En tant que conclusion, on peut y ajouter la doxologie Gloria Patri et Filio ..., comme la notation à droite.
Bien entendu, l'introït de la messe de Requiem possède la même structure, :
1. antienne (IVe livre d'Esdras II, 34 - 35)[22],[21] : Requiem æternam dona eis, Domine, et lux perpetua luceat eis.
2. verset (psaume LXIV 2)[23] : Te decet hymnus, Deus, in Sion, et tibi reddetur votum in Ierusalem.
3. antienne : Requiem ...
4. verset (psaume LXIV (3 - 5))[21] : Qui audis orationem, ad te omnis caro veniet propter iniquitatem.[21]ou
Exaudi orationem meam, ad te omnis caro veniet.
5. antienne : Requiem ... .

Comme l'introït grégorien fut composé en faveur du chœur, l'antienne possède le style neumatique adapté à cette schola. On y trouve certains mélismes desquels le chœur peut maîtriser l'expression raffinée. À la différence de l'antienne, les versets conservent la caractéristique syllabique, plus précisément style de la psalmodie, en raison de leurs textes. Ceux-ci se composent essentiellement de l'unisson et d'autres degrés ornent ce ton principal. Ces caractères sont évidents dans la notation de l'exemple, Ecce advenit.

## Reprises musicales

### Messe
Pour l'introït de la messe ordinaire, il existe peu de versions polyphoniques, à l'exception du faux-bourdon. Comme la fonction de l'introït est annoncer le sujet de célébration de jour, il n'est pas favorable que la durée soit augmentée. Le faux-bourdon était idéal de sorte que soit améliorée la solennité de la liturgie sans prolonger l'exécution. D'où, le dit cérémonial de Clément VIII, sorti en 1600 après le concile de Trente, recommandait singulièrement cette façon pour les cathédrales ainsi que les établissements de grande taille. De nos jours, cette manière disparut, à cause de difficultés modale et rythmique, à savoir des notes égales. En conséquence, le chant grégorien demeure, à nouveau, idéal dans cette optique.
Avant la publication de ce cérémonial, Palestrina écrivit quelques introïts en polyphonie, par exemple motet Ad te levavi à 4 voix.
- Giovanni Pierluigi da Palestrina (vers 1525 - † 1594) : Ad te levavi, H9-3 (1593) [écouter en ligne]

### Messe de Requiem
Au contraire, de nombreux compositeurs écrivirent leur introït Requiem æternam, selon la nécessité liturgique de la messe de Requiem. 
Mais, au regard du Moyen Âge, sa trace reste faible. L'œuvre la plus ancienne, connue de nos jours, est celle de Johannes Ockeghem, maître de chapelle de trois rois de France. Si l'on attribue parfois celle-ci aux obsèques de Charles VII, aucun document littéraire n'est disponible. De plus, il ne reste qu'une seule source, qui ne conserve pas totalement l'œuvre. Composé vraisemblablement vers 1470, le Requiem æternam d'Ockeghem était suivi de celui de Guillaume Dufay, qui fut perdu.   
Il est vrai qu'aujourd'hui, les obsèques en grégorien sont considérées les plus solennelles, car le chant grégorien demeure le chant liturgique par excellence de l'Église. Néanmoins, à partir de la Renaissance, où les humanistes attaquaient ce chant traditionnel, il fallait que les funérailles des souverains s'accompagnassent des motets en polyphonie. C'est pourquoi Tomás Luis de Victoria donna naissance à son introït monumental Requiem æternam, à la suite du trépas de l'impératrice Marie d'Autriche. En France, celui d'Eustache Du Caurroy, normalement attribué aux obsèques d'Henri IV, devint l'introït des funérailles royales avec les pièces suivantes, le dit Requiem des rois de France, jusqu'en 1789.  
Tardivement, ces introïts étaient exécutées, non seulement dans la liturgie des funérailles mais également en faveur des concerts. Ainsi, à partir de 1750, celui de Jean Gilles († 1705) se trouve dans plusieurs programmes du Concert Spirituel. Dans cette optique, l'introït fut révisé, vraisemblablement par Joseph-Nicolas-Pancrace Royer. Si le concert parisien exécutait singulièrement cette pièce, l'Église demande que les musiciens composent les pièces de la messe tout en ensemble et sous forme d'unité. Il est très rare qu'un introït Requiem soit particulièrement composé.  
L'introït commence également une messe de Requiem particulière, Messa per Rossini, achevée par treize compositeurs en 1869, à la suite du décès de Gioachino Rossini. Son Requiem æternam fut composé par Antonio Buzzolla. De même, quelques compositeurs écrivaient cette pièce pour l'hommage, au lieu de la liturgie. L'œuvre de Benjamin Britten, au début du War Requiem, ne reste plus d'introït liturgique. La pièce de Giuseppe Verdi dédiée à Alessandro Manzoni, quant à elle, possède une forte caractéristique de l'opéra.
Voilà quelques exemples de chaque période :

#### Moyen Âge
- Jean Ockeghem (vers 1400 - † 1497) : Missa pro defunctis[31] [écouter en ligne]

#### Renaissance
- Tomás Luis de Victoria (1548 - † 1611) : Officium defunctorum (1605)[27] [écouter en ligne]
- Eustache Du Caurroy (1549 - † 1609) : Missa pro defunctis (privilège royal 1633 )[32] [notation en ligne (1636)] [écouter en ligne]
- Pierre de la Rue (vers 1460 - † 1518) : Missa pro defunctis (1503)[33] [écouter en ligne]

#### Musique baroque
- Francesco Cavalli (1602 - † 1676) : Missa pro defunctis pour 8 voix, dans la publication Musiche sacre concernenti messa, e salmi concertati ... (1656)[34] [écouter en ligne]
- Jean Gilles (1668 - † 1705) : Requiem pour 2 solistes, chœur à 5 voix et orchestre (1697) [écouter en ligne]
- Jan Dismas Zelenka (1679 - † 1745) : Requiem en ré mineur, ZWV48[35] [écouter en ligne][36]

#### Musique classique
- Wolfgang Amadeus Mozart (1756 - † 1791) : Requiem, KV626 (1790 ou 1791) [écouter en ligne]
- Gabriel Fauré (1845 - † 1924) : Requiem, op. 48 (1887)[37] [écouter en ligne]
- Giuseppe Verdi (1813 - † 1901) : Messa da Requiem per l'anniversario della morte di Manzoni (1874, 1875)[38] [écouter en ligne]

#### Musique contemporaine
- Maurice Duruflé (1902 - † 1986) : Requiem, op. 9 (1947) [écouter en ligne]
- Krzysztof Penderecki (1933 - ) : Requiem polonais (1984, 1993) [écouter en ligne]
- John Rutter (1945 - ) : Requiem pour soprano, chœur à 4 voix et instruments (1986)[39] [écouter en ligne]

#### Comédie musicale
- Le Roi Soleil (2005), Acte I, Requiem æternam [écouter en ligne]

### Dictionnaires en ligne
- Robert Le Gall, Dictionnaire de liturgie : Introït
- Informations lexicographiques et étymologiques de « introït »  dans le Trésor de la langue française informatisé, sur le site du Centre national de ressources textuelles et lexicales
- (en) Catholic Encyclopedia : Introit (Adrian Fortescue)

### Listes d'introïts sur le site de l'Académie de chant grégorien
- Liste d'introïts d'après le calendrier liturgique Vatican II (dès l'Avent jusqu'au 34e dimanche de temps ordinaire, puis fêtes de saints) : [lire en ligne]
- Liste en faveur de la préparation de célébration selon le même calendrier (pour 18 mois environ) : [lire en ligne]